# Trĩ bà Hume
Trĩ bà Hume (tên khoa học Syrmaticus humiae) là một loài chim trong họ Phasianidae.
Loài này phân bố ở Trung Quốc, Ấn Độ, Myanmar, Thái Lan.